# Michael Mathieu
Michael Mathieu, född den 24 juni 1984 i Grand Bahama, är en friidrottare från Bahamas som tävlar på 400 meter.
Mathieu deltog vid Olympiska sommarspelen 2008 där han slutade sexa i semifinalen på 400 meter och därmed inte tog sig vidare till finalen. Däremot blev det en silvermedalj i stafetten över 4 x 400 meter efter USA.
Vid sommar-OS i London 2012 var Michael Mathieu med i laget som tog guldmedalj på stafetten 4 x 400 meter.